# Eleccions a Cap Verd
Les eleccions a Cap Verd dona informació sobre les eleccions i els resultats de les eleccions a Cap Verd. Unes eleccions són un procés en el qual es porta a terme una votació per elegir els candidats a un càrrec. És el mecanisme pel qual una democràcia plena adjudica càrrecs d'elecció popular al poder legislatiu, i de vegades l'executiu i judicial, i en el qual els electors escullen els càrrecs del govern local.
Cap Verd elegeix a nivell nacional un cap d'estat - el president - i un legislatiu. El president és elegit per mandat popular de cinc anys. L'Assemblea Nacional (Assembleia Nacional) té 72 membres elegits per un mandat de cinc anys per representació proporcional. Cap Verd té un Sistema bipartidista, cosa que vol dir que hi ha dos partits polítics dominants, i que és extremadament difícil per a qualsevol candidat aconseguir l'èxit electoral sota les sigles de qualsevol altre partit.

## Últimes eleccions

### Eleccions legislatives de 2016
| Partit                                          | Vots    | %     | Escons | +/– |
| ----------------------------------------------- | ------- | ----- | ------ | --- |
| Moviment per la Democràcia                      | 122.881 | 54,48 | 40     | +8  |
| Partit Africà per la Independència de Cap Verd  | 86.078  | 38,16 | 29     | –9  |
| Unió Capverdiana Independent i Democràtica      | 15.488  | 6,87  | 3      | +1  |
| Partit del Poble                                | 777     | 0,34  | 0      | Nou |
| Partit Social Democràtic                        | 232     | 0,10  | 0      | 0   |
| Partit de Treball i Solidaritat                 | 107     | 0,05  | 0      | 0   |
| Nuls/en blanc                                   | 3,774   | –     | –      | –   |
| Total                                           | 229,337 | 100   | 72     | 0   |
| Votants registrats/participació                 | 347,622 | 65.97 | –      | –   |
| Font: CNE Arxivat 2016-06-19 a Wayback Machine. |         |       |        |     |

### Eleccions presidencials de 2011
| Candidats (partits)                                                     | 1a volta | 1a volta | 2a volta | 2a volta |
| Candidats (partits)                                                     | Vots     | %        | Vots     | %        |
| ----------------------------------------------------------------------- | -------- | -------- | -------- | -------- |
| Jorge Carlos Fonseca (Moviment per la Democràcia)                       | 60.887   | 37,79%   | 97.735   | 54,26%   |
| Manuel Inocêncio Sousa (Partit Africà per la Independència de Cap Verd) | 52.612   | 32,66%   | 82.379   | 45,74%   |
| Aristides Lima (independent)                                            | 44.648   | 27,71%   |          |          |
| Joaquim Jaime Monteiro (independent)                                    | 2.958    | 1,84%    |          |          |
| Total (participació 53,5%/59,9%)                                        | 161.105  | 100,00   | 180.114  | 100,00   |
| Font: Comissió Electoral Nacional Arxivat 2012-01-11 a Wayback Machine. |          |          |          |          |